# Euphoresia trochaloides
Euphoresia trochaloides är en skalbaggsart som beskrevs av Nonfried 1891. Euphoresia trochaloides ingår i släktet Euphoresia och familjen Melolonthidae. Inga underarter finns listade i Catalogue of Life.